# Мартос, Кристино
Кристино Мартос-и-Бальбо (исп. Cristino Martos y Balbi; 13 сентября 1830 года в Гранаде, Испания — 17 января 1893 года в Мадриде, Испания) — испанский юрист, политик и государственный деятель, во время «Демократического шестилетия» был министром иностранных дел, а также президентом Конгресса депутатов и министром милосердия и юстиции.

## Биография

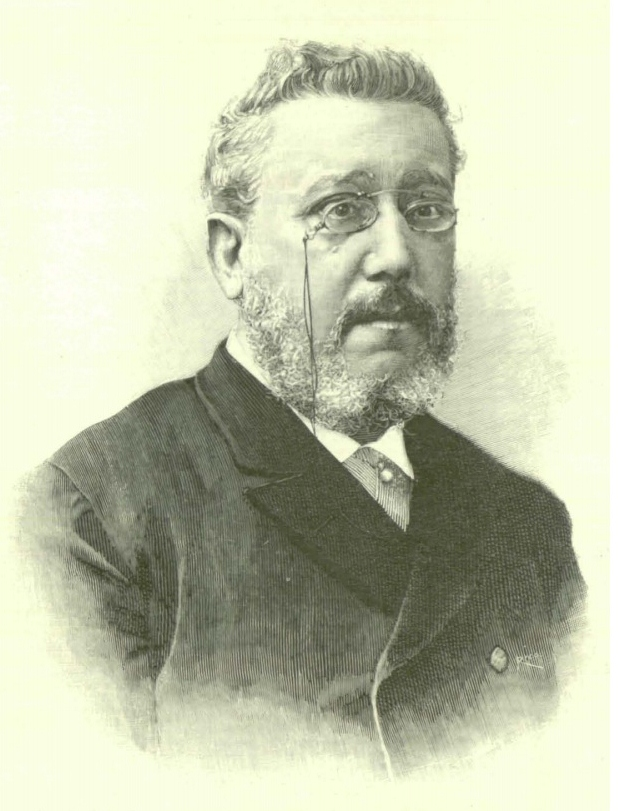
Кристино Мартос (гравюра в La Ilustración Española y Americana, 1893 год).

Кристино Мартос родился в Гранаде 13 сентября 1830 года. После учёбы в Гранаде, Толедо и Мадриде получил степень бакалавра права. В 1851 году принимал участие в студенческом восстании против Браво Мурильо. Активно участвовал в революции 1854 года, которая положила начало так называемому «Прогрессивному двухлетию» (1854—1856), а также в попытке государственного переворота под руководством генерала Хуана Прима в 1866 году, в результате чего ему был вынесен смертный приговор, заменённый ссылкой. Революция 1868 года, положившая начало «Демократическому шестилетию» (1868—1874) позволила ему вернуться в Испанию. С 22 октября 1868 года по 3 сентября 1869 года занимал пост президента Провинциального совета Мадрида.
Представлял Толедо в Учредительных кортесах 1869 года. В 1872 году вновь избран депутатом, теперь уже от Мадрид. В 1879—1886 годах представлял в испанском парламенте Валенсию, и, наконец, был снова избран от Толедо в 1891 году.
Трижды занимал пост министра иностранных дел Испании: с 1 ноября 1869 года по 9 января 1870 года в правительстве генерала Прима, дважды во время правления Амадея I, с 4 января по 24 июля 1871 года в кабинете министров Франсиско Серрано, а с 13 июня 1872 года по 12 февраля 1873 года — в правительстве Мануэля Руиса Соррильи.
Хороший оратор и сторонник унитарного республиканизма, в 1873 году, во времена Первой республики, он вместе с Франсиско Серрано, Николасом Марией Риверо и Хуаном Баутиста Топете был зачинщиком неудачного государственного переворота 23 апреля. В 1874 году, после переворота генерала Павии, он снова стал членом правительства министром, занимая пост министра юстиции с 4 января по 13 мая в кабинете, которым последовательно руководили Франсиско Серрано и Хуан Савала де ла Пуэнте. Во время Реставрации Мартос входил в блок левых сил, возглавляемый Пракседесом Матео Сагастой. Хотя на некоротое время он примкнул республиканцам (1880), вскоре вернулся на умеренные позиции, признавая и поддерживая монархию. В 1886 году занял пост президента Конгресса.
В июне 1888 года Мартос был избран президентом влиятельного мадридского научного, литературного и художественного общества «Атенеум», победив на закрытых выборов республиканца Гумерсиндо де Аскарате. Его победа во многом стала возможной благодаря поддержке либерала Сагасты и консерватора Кановаса дель Кастильо. Речь, прочитанная Мартосом 27 ноября 1888 года, была сосредоточена на концепциях родины и нации.
Кристино Мартос умер на 63-м году жизни в Мадриде 16 января 1893 года, вдали от политики. Похоронен на мадридском кладбище Святого Исидора.